# Pierre-Luc Pomerleau
Pour les articles homonymes, voir Pomerleau.
Pierre-Luc Pomerleau est un humoriste québécois.

## Biographie
Pierre-Luc Pomerleau commence sa carrière d'humoriste dans le circuit amateur. Lorsqu'il étudie au cégep, il participe au concours Cégeps en spectacle et à l'université, il présente des numéros humoristiques lors des soirées 5 à 8 organisées par l'Université de Sherbrooke. C'est d'ailleurs dans cet établissement universitaire qu'il réalise des études en compatibilité avant de s'établir à Montréal pour étudier à l'École nationale de l'humour (ENH),. Pierre-Luc Pomerleau obtient son diplôme de l'ENH en 2010 dans le volet « création humoristique ».
À compter de 2013, Pierre-Luc Pomerleau commence à présenter des numéros en première partie de François Bellefeuille. Il devient sa première partie officielle pour son second spectacle solo intitulé Le plus fort au monde,. En tout, il offre plus de 500 représentations aux côtés de Bellefeuille. En 2016, Pierre-Luc Pomerleau lance son premier spectacle solo. Sa tournée prend fin à l'automne 2019, après quelque 140 spectacles.
Entre-temps, l'humoriste se fait connaître par son rôle qu'il tient dans l'émission Les Jokers, diffusée sur les ondes de V et de Musique Plus. En emportant le prix Victor pour le « meilleur numéro du festival Juste pour rire en 2017 ainsi que le titre de « découverte » du Grand rire 2013, Pierre-Luc Pomerleau acquiert également une plus grande notoriété,. Mais c'est sa prestation au Gala des Olivier 2019, pendant laquelle il imite les humoristes Louis-José Houde, Simon Leblanc et François Bellefeuille, qui attire l'attention du plus grand nombre. 
À noter qu'en parallèle, Pierre-Luc Pomerleau développe une carrière à la radio, en étant notamment coanimateur aux émissions Debout les comiques, Le clan Macloed et le Funk Club, de façon sporadique sur les ondes de CKOI,,.